# スポルディング (スポーツ用品)
スポルディング（SPALDING）は1876年に創立されたアメリカのスポーツ用品メーカー。創業者はアルバート・グッドウィル・スポルディング。
主にバスケットボールの生産元として知られるが、他にも野球、サッカー、アメリカンフットボール、ソフトボール、バレーボール、ゴルフなど様々な種目のボールを生産している。本部はケンタッキー州・ボーリンググリーンに置かれている。

## 歴史・概要
1876年、ナショナルリーグ（現MLB)、ボストン・レッドストッキングス（現アトランタ・ブレーブス）の投手として活躍していたアルバート・グッドウィル・スポルディングにより、“A.G.SPALDING&Brothers” 社としてアメリカ東部マサチューセッツ州・スプリングフィールドに設立された。1878年世界初となるベースボールを開発、その後100年にわたりSPALDING製のボールがMLBの公式球となる。ベースボール以外でも数々の競技用のボールを世に送り出し、スポーツ界に革新を起こした。
1877年　世界初野球用グローブを開発。1878年には世界初ベースボールを開発、1887年には世界初アメリカンフットボールを開発、1894年には世界初バスケットボールを開発、1895年には世界初バレーボールを開発、1930年には世界初ゴルフボールを開発、1972年には世界初合成皮革素材バスケットボールの開発をおこなった。
また1961年～1975年に実施されたアポロ計画で人類が初めて月面着陸した際、船長のアラン・シェパードは月で2つのゴルフボールを飛ばした。シェパードは「何マイルも飛んで行った！」と叫んだ。その時使用されたのはSPALDING製のボールであった。
1930～1940年代、スポーツカルチャーが盛り上がりを見せる中、“A.G.SPALDING&Brothers” 社はボールビジネスに加えシューズ、スポーツ用具、ウェアなどを製造する総合スポーツメーカーとして飛躍的な成長を遂げる。1931年にメジャー選抜が来日した際に着用していた、ツアー用ジャケットはSPALDING製である。
140年以上の歴史を誇るSPALDINGは、アメリカのスポーツシーンの第一線を走り続け、NBAやNFLなどプロフェッショナルスポーツ分野においては、トップブランドとして絶大なる信頼を誇っている。
スポルディングは業界一のバスケットボール生産会社で、1983年よりNBAの公式ボールの生産を担当している。同時にアリーナフットボールリーグの公式ボールも生産している。
またテニスプレーヤーのパンチョ・ゴンザレスと独占契約を結んだ事から、有名スポーツ選手を使って自社の宣伝をするという営業方を打ち立てた最初の企業でもある。
バウンド力の高いゴムボール「スポルディーン」の開発でも知られる。1949年から子供向けに売られているこのボールは、パンクしたテニスボールの芯をリサイクルしたものだとされている。
2003年、ラッセルコーポレーションに、在庫、諸契約と関連する資産を6500万ドルで売却。売買契約はスポルディング、ダッドリー名のすべての製品の所有権を含んだ。契約はまた、オーストラリア・ルールのフットボール機器のブランド「シェリン」、アパレル、シューズ、スポーツ用品、関連製品の世界の60以上のライセンス契約も含んでいた。別のブランド名で販売されていたゴルフ事業は同年キャロウェイゴルフ社に売却されている。
スポルディングのスポーツ製品の2002年売上高は、ライセンス契約からのロイヤルティーを含めて9000万ドルだった。スポルディングのブランド名による卸売り総売上高は、年間3億ドルを上回っていた。
2006年、フルーツオブザルームがラッセルコーポレーションを5.9億ドルで買収した。この買収はラッセルアスレチックス、スポルディング、ジャージズ等を含み、これによりスポルディングの親会社はフルーツオブザルームとなった。

## 野球
アメリカプロ野球草創期のスター選手だったアルバート・スポルディングは1876年に自身のスポーツ用品店を開き、創設から間もない球技に様々な影響を与えた。1877年頃にグラブの使用を広め、公式戦で使用されるボールの標準化にも努めた。彼の会社"A.G.Spalding & Brothers"は、野球の普及とスポーツ用品の宣伝を兼ね、1874年にイギリスとアイルランドへの野球普及のためのツアーを行っている。また一方で野球の公式ルールガイド（ボールの質の均一化を図る目的で、スポルディング社製のボールのみを使用するルールが書かれていたという）など、野球に関する出版物の発行などもしていた。

## バスケットボール

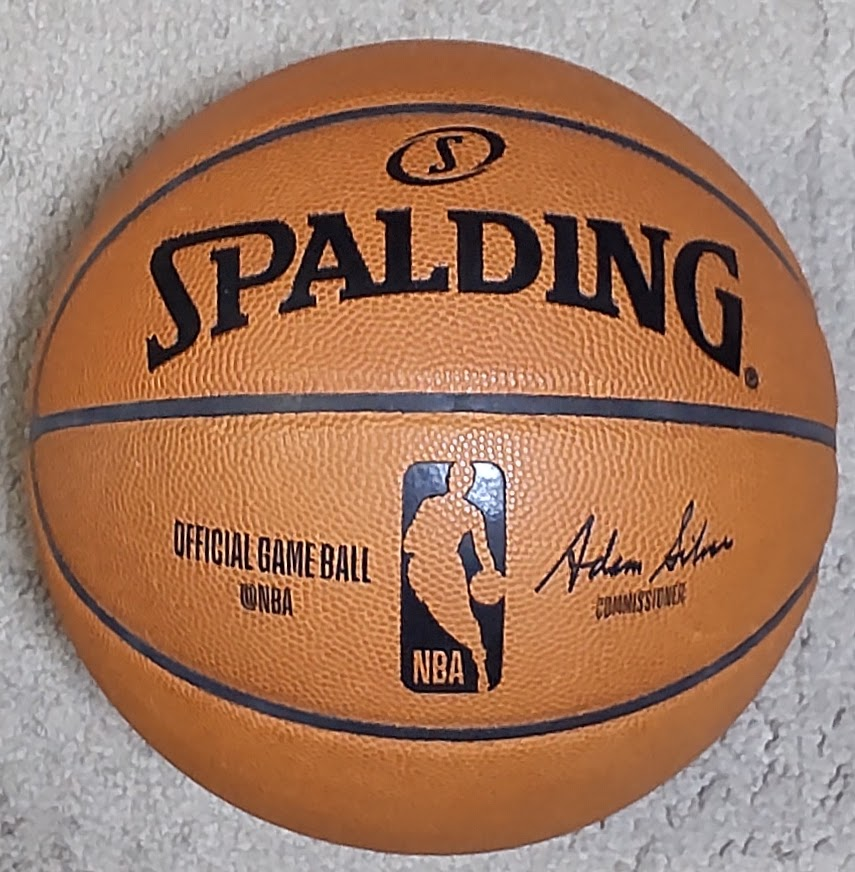
NBAオフィシャルゲームボール

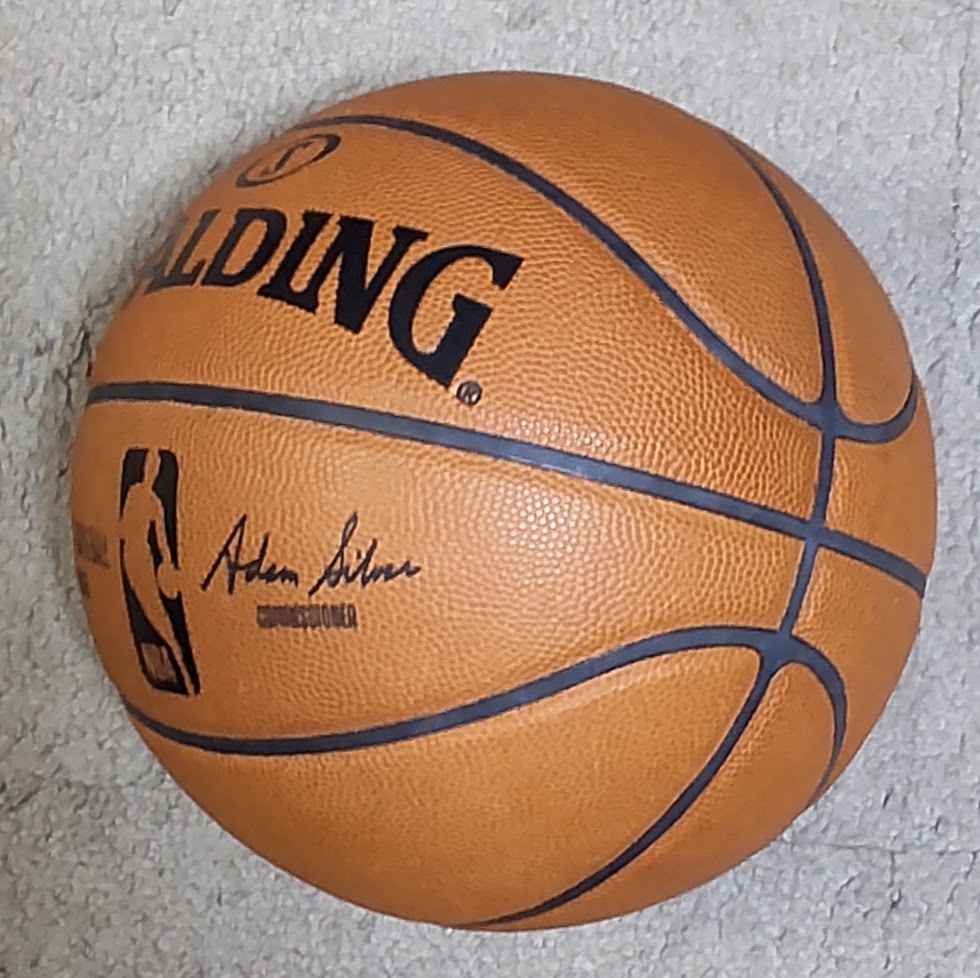
８パネルバスケットボール

1894年に最初のバスケットボールを開発したのはスポルディング社である。 以降様々な改良を行い、マイクロポンプを内蔵した「Infusion」タイプのボールは針や空気ポンプを使わずにボールを膨らませることができる。また従来のボールの空気漏れを防ぐ様々な改善も行っている。
スポルディングは、1983年から2020–21シーズンまで、全米バスケットボール協会（NBA）の公式ボールサプライヤーであったが、2021–22シーズンからウィルソン社製に変更された。
2006年、スポルディングとNBAは、2006–07シーズンに向けて、セグメント数を減らし、天然皮革の代わりに合成素材で作られた新しいNBA公式ゲームボールを採用すると発表した。]しかし、多くのNBAプレーヤーは、新しい複合ボールが非常に滑りやく、反発が弱く、リムとバックボードからぎこちなく跳ね返るなどと不満を漏らした。その結果、NBAは2007年1月1日に公式球を古い仕様のボール（古い8パネルパターン）に戻した。

## アルバード・グッドウィル・スポルディング
1850年イリノイ州シカゴ出身。19世紀に活躍したアメリカ・メジャーリーグの選手（投手）、および監督。
1871年にボストン・レッドストッキングス（現アトランタ・ブレーブス）に入団し、プロ野球リーグへ参加した。ボストン・レッドストッキングスは当時のナショナルリーグ、「ナショナル・アソシエーション」加盟チームの中でも最強を誇っていたチームで、レギュラー投手だったスポルディングは1871年から1875年の5年間で205勝もの勝ち星を挙げた。打率も3割を超える輝かしい成績を残している。ほぼ全ての試合で投げていたスポルディングは、1875年に年間約80試合のうちの72試合に登板し、55勝5敗という投手成績を残している。 
1876年にナショナルリーグが創設されると、スポルディングはシカゴ・ホワイトストッキングス（現カブス）の監督兼任選手として迎えられる。同年“A.G.Spalding & Brothers”社としてマサチューセッツ州・スプリングフィールドにボールメーカーとしてSPALDINGを立ち上げる。1878年、スポルディングはスポーツ用品メーカーの仕事に専念するために28歳の若さで野球選手を引退。また、一方で野球の公式ルールガイド（ボールの質の均一化を図る目的で、スポルディング社製のボールのみを使用するルールなどが記載）など、野球に関する出版物の発行なども手がける。  
1939年の野球殿堂創設後、発展貢献者としてアメリカ野球殿堂入りした。

## スポンサーシップ

### アメリカンフットボール
- Arena Football League (AFL)
- China Arena Football League (CAFL)

### バスケットボール

#### Leagues & Associations
- NBA
- G League
- WNBALiga Nacional de Basketball (LNB)
- ABA
- NCAA
- NJCAA
- EuroLeague
- EuroCup
- Ligue Nationale de Basket (LNB)
- Basketball Bundesliga (BBL)
- Greek Basket League (HEBA)
- Kosovo Basketball Superleague
- Mongolian National Association (MNBA)
- NBL

#### National teams
- Austria
- Belgium
- Congo
- Denmark
- Georgia
- Gibraltar
- Greece
- Hungary
- Italy
- Macedonia
- Netherlands
- Slovakia
- Slovenia
- Uruguay

#### Club teams
- Antwerp Giants
- Svendborg Rabbits
- Olympique Antibes
- ETB Essen
- Oettinger Rockets
- Telekom Baskets Bonn
- Szolnoki Olaj KK
- Trento
- Pallacanestro Varese
- Basket Femminile Le Mura Lucca
- SAN-EN NeoPhoenix
- Basket Zielona Góra
- Turów Zgorzelec
- Asesoft Ploiești
- Joventut Badalona
- CB Gran Canaria
- Baloncesto Málaga
- Real Betis Energía Plus

#### Other teams
- Harlem Globetrotters (until they Split to Baden)

### バレーボール
- Karch Kiraly
- Sandbox Volleyball, FL

## 日本での展開
1972年、米国クエスター社（スポルディング部門）との合弁でブリヂストンスポルディング株式会社を設立し、日本展開を始める。
1974年、スポルディングブランドのテニス用品を販売開始する。プロゴルファー尾崎将司と契約、ゴルフボール「ジャンボ」発売。
2005年、伊藤忠ファッションシステム株式会社がラッセルコーポレーション（en:Russell Brands）と「SPALDING」のマスターライセンス契約を締結。同年、日本初のプロバスケットボールリーグとして設立されたbjリーグとバスケットボールサプライヤー契約を締結。バスケットボールとユニフォームサプライを行う。
2009年、伊藤忠ファッションシステムとのマスターライセンス契約を解消。同年2月、100％米国子会社「スポルディング・ジャパン株式会社」を設立。
2010年、本格的にバスケットボール事業およびライセンス事業の自社運営をスタートさせた。